# 南満洲鉄道附属地
南満洲鉄道附属地（みなみまんしゅうてつどうふぞくち）は、20世紀前半の満洲に存在した南満洲鉄道の所有地。所有権のみならず、行政権をも行使した。満鉄附属地（まんてつふぞくち）ともいう。

## 概要
日本はポーツマス条約の規定によりロシア帝国が経営する東清鉄道の南満洲支線を継承したときに、鉄道附属地制度もそのまま継承した。
南満洲鉄道株式会社が設立される時に政府から出された「命令書」には、「鉄道及ビ付帯事業ノ用地ニ於ケル土木教育衛生等ニ関シ必要ナル施設ヲ為スヘシ」と定められた。
これに基づき、満鉄は満鉄附属地内のインフラ整備をすすめることになった。これらの事業を進めるため、満鉄本社に「地方部」が設けられた。
満鉄が満鉄附属地内で行使した行政活動を「地方経営」と称した。地方経営は、学校、病院、公園、職安、消防、宿泊施設の運営など多岐にわたり、のべ2億円をつぎ込んだ。
満洲国成立後の1937年に、行政権を満洲国に返還したが、土地の所有権は引き続き満鉄が持ち続けた。

## 公費負担
満鉄が地方経営に要する費用のうち、
- 本社や地方事務所の事務費
- 病院
- 中等教育以上の学校
- 図書館
- 水道
- 不動産管理

などは、満鉄が全額負担することになっているが、
- 道路
- 下水道
- 初等教育の学校
- 公衆衛生
- 消防
- 火葬場

は、受益者負担ということで居住者に経費を負担させることになっていた。
満鉄では、1907年に「南満洲鉄道株式会社附属地居住者規約」を制定した。これによると、附属地の住民は「公費」という名称の事実上の租税を負担する義務を負うことが明記されていた。公費には、「戸数割（所得税・法人税に相当）」と「雑種割（各種営業活動に対する営業税）」があった。公費そのものは、内地の租税と比較してもかなり安かったが、それでも滞納する者については附属地からの退去を求めることができた。
もっとも附属地には、「公費賦課区」と「中間区」の区分があり、人口が多く豊かな地区は「公費賦課区」として公費を徴収したが、人口が少なく公費の賦課に耐えられない地区は「中間区」とし、公費を徴収しなかった。

## 行政機関
満鉄では、主要な「公費賦課区」に「地方事務所」を設けた。地方事務所の諮問機関として「地方委員会」が置かれた。1922年（大正11年）から地方委員は公選となり、選挙権は戸数割を負担する住民に、被選挙権はそのうち25歳以上の男性に与えられた。つまり戸数割を負担する住民でさえあれば、未成年者でも女性でも選挙権が得られたのである。

## 司法権及び警察権
満鉄は、日本の国策会社といえども株式会社であるので、当然、すべての公権力を有するわけではなく、司法権は日本の領事裁判所が、警察権は関東州の警察が権限を行使した。